# Новаки

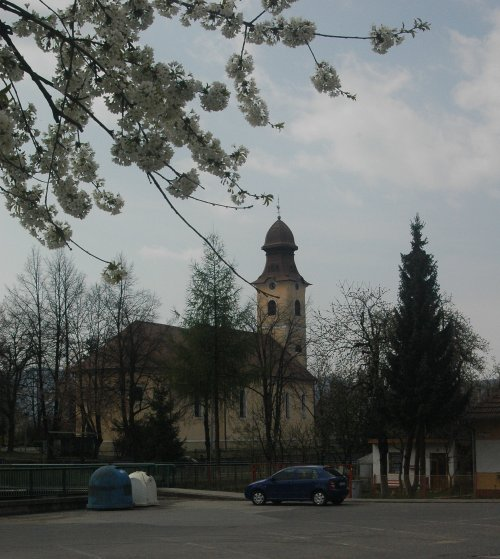
Костёл

Новаки (словац. Nováky, венг. Nyitranovák) — промышленный город в западной Словакии, расположенный у подножья гор Стражовске-Врхи. Население — около 4,2 тысяч человек.

## История
Новаки впервые упоминаются в 1113 году. В 1431 и 1434 поселение грабят гуситы, в 1470 и 1472 — поляки, в 1533 — местные рыцари-разбойники. В 1626 году во время столкновений между католиками и протестантами жители тогда протестантской Прьевидзы ограбили Новаки. В 1626 и 1663 город сожгли турки. В начале XVIII века Новаки подверглись нашествию куруцев. В 1898 через Новаки прошла железная дорога. В 1938 начинается строительство химического завода, одного из крупнейших в Словакии. В 1941 году в предместье Ласкар был открыт концентрационный лагерь, который в 1944 распускают партизаны. 05.04.1944 Красная Армия освободила город от немецких и венгерских войск. В 1961 Новаки стали городом.

## Население
| Год:                | 1994 | 2004    | 2014    | 2024    |
| ------------------- | ---- | ------- | ------- | ------- |
| Количество человек: | 4253 | 4426    | 4270    | 4093    |
| Разница:            |      | +4,06 % | −3,52 % | −4,14 % |

## Достопримечательности
- Католический костёл 1800-го г., построенный на остатках более раннего костёла.
- Здание бывшего монастыря конца XVII-го века, перестроенное во второй половине XIX-го века и обновленное в 1941-ом г. Сейчас в нём средняя школа.
- Из трёх замков XVII-го века один в развалинах.
- Памятник Словацкому Национальному Восстанию 1944-го года.

## Экономика
- Исследовательская база бурого угля. В 1965 году база была преобразована в «Шахтный испытательный институт» в городе Приевидза.